# Bulcy
Bulcy é uma comuna francesa na região administrativa de Borgonha-Franco-Condado, no departamento Nièvre. Estende-se por uma área de 8,4 km². Em 2010 a comuna tinha 135 habitantes (densidade: 16,1 hab./km²).